# Gustave Bertrand
Pour les articles homonymes, voir Bertrand.

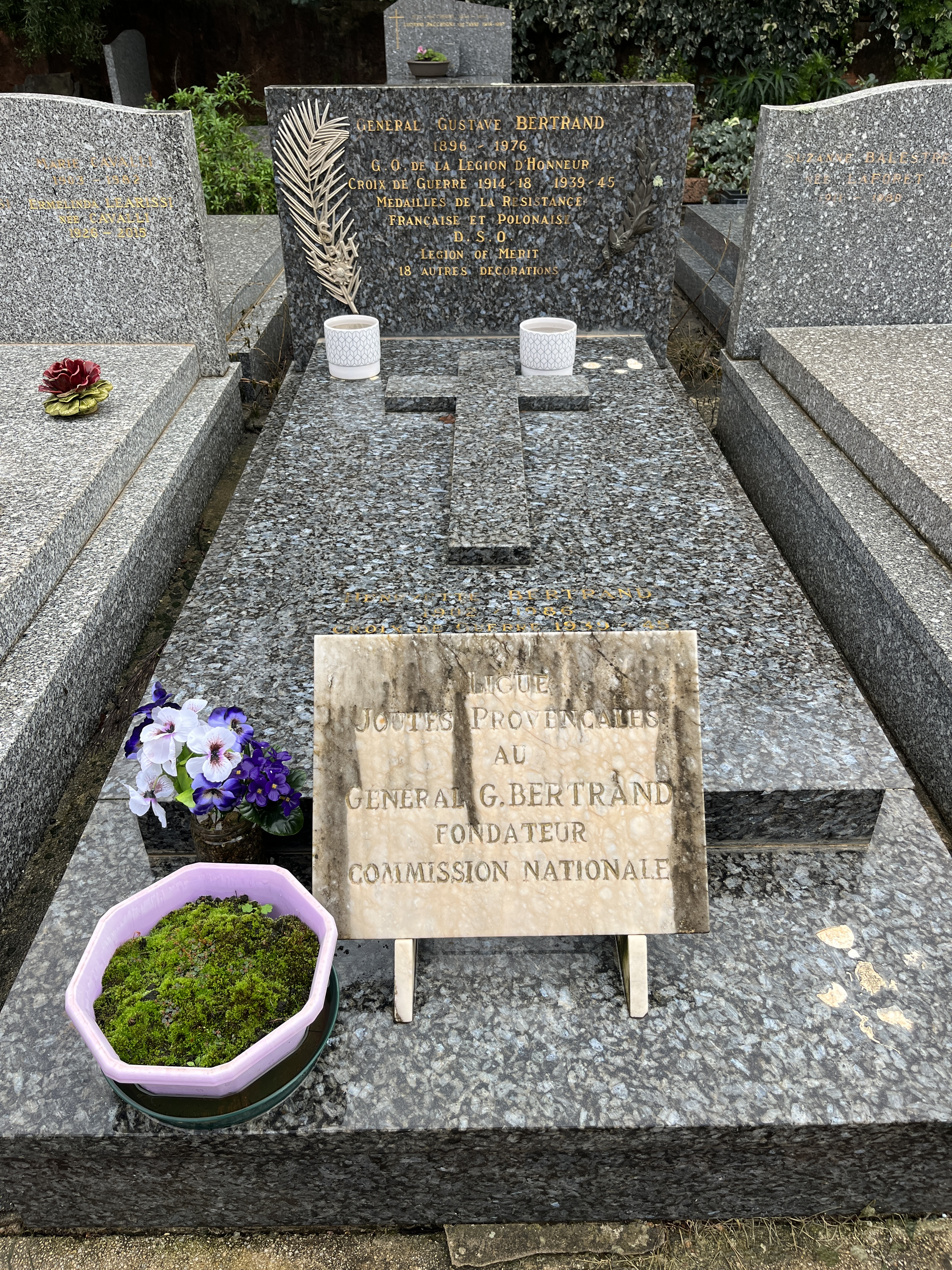
Sépulture du général Gustave Bertrand au cimetière ancien de Théoule-sur-mer (06)

Gustave Joseph Marie Bertrand, dit Bolek, né le 17 décembre 1896 à Nice et mort le 23 mai 1976 à Toulon, est un officier du service de renseignement français, connu pour son rôle dans le décryptage de la machine militaire allemande Enigma.
Parrain des promotions : 
. 83, des Eleves Officiers de Reserve (EOR) de l'Ecole d'Application des Transmissions (EAT) de Montargis -1992-.
. des Officiers du Domaine de Spécialité (ODS) & officiers rang, de l'Ecole Militaire des Aspirants de Coëtquidan - Academie Militaire de Saint-Cyr Coëtquidan (AMSCC) -2024-.

## Biographie
Fils d'un officier d'infanterie, Bertrand s'engage en 1914 comme soldat de 2e classe. En 1915, il est blessé aux Dardanelles. Rétabli, il rejoint le front de Belgique, puis l'Armée d'Orient.
En 1924, il est nommé capitaine et affecté au 45e Bataillon de Sapeurs Télégraphiste à Hussein Dey en Algérie.
À partir de 1926, il travaille au service des transmissions. En 1930, il regagne la métropole où il est affecté à Paris, à l'état-major de l'Armée, et plus particulièrement au Service de Renseignements, en charge d'un service appelé la " Section D ". Sa mission porte sur la recherche de renseignements concernant les chiffres et codes étrangers. En 1931, il est chargé de " traiter " l'agent Asche (Hans-Thilo Schmidt, fonctionnaire du bureau du chiffre du ministère de la Défénse (Reichswehr). L'intermédiaire est un agent trouble, Rodolphe Lemoine, dit Rex, qui agit sous contrôle de Bertrand. Schmidt fournit des copies de la documentation d'Enigma. C'est la Source D. 
Bertrand remet sa précieuse documentation à ses collègues français de la Section du Chiffre, mais ils ne parviennent pas à briser le cryptage de la machine militaire Enigma. Bertrand remet alors les mêmes documents au Bureau du Chiffre britannique, également sans succès. Il s'adresse alors au Bureau du Chiffre polonais. En décembre 1932, Bertrand communique certains éléments au colonel Gwido Langer, le chef du Biuro Szyfrów (Bureau du chiffre polonais). 
D'après Marian Rejewski, le mathématicien et cryptologue polonais qui est le premier à casser les codes de l'Enigma en 1932, ces documents permettent aux Polonais de reconstituer une partie des circuits de l'Enigma militaire. Mais Bertrand n'apprend les décryptages polonais qu'à la conférence trilatérale de Varsovie-Kabaty, organisé par le colonel Langer à la veille de la guerre, le 25 juillet 1939. Bertrand reçoit à cette occasion comme don fait à la France, un exemplaire d'une réplique d'Enigma reconstituée par les Polonais.
Après la déclaration de guerre et la défaite de la Pologne, Gustave Bertrand réussit à faire rapatrier en France les membres du Bureau du Chiffre polonais. A la mobilisation, d'octobre 1939 à juin 1940, Bertrand est nommé commandant et responsable du centre d'écoute et de décryptage de l'Armée française. Il s'installe au château de Vignolles près de Gretz-Armainvilliers, en Seine-et-Marne, à une quarantaine de kilomètres à l'est de Paris. Ce centre répond au nom de code le PC Bruno. Pour constituer son équipe, Bertrand dispose rapidement du renfort de nombreux réservistes, de 7 excellents décrypteurs espagnols de l'ancienne armée républicaine (Equipe D), ainsi que des 15 Polonais de l'ancien Bureau du Chiffre de Varsovie (Equipe Z).
Bertrand lance aussitôt la fabrication de 40 répliques polonaises de la machine Enigma. Cependant, il s'oppose à ce que son équipe polonaise aille rejoindre Londres pour y travailler à casser, de nouveau, le chiffre utilisé par l'Enigma allemande. Alors, ce fait historique se réalise à Paris, où, le 17 janvier 1940 les Polonais du PC Bruno cassent, pour la première fois en temps de guerre, le code utilisé par la machine Enigma allemande. Le mathématicien britannique Alan Turing vient spécialement en France pour assister à l'exploit des cryptographes polonais.
Le 6 mars 1940, le PC Bruno de Bertrand est reconnu comme parfaitement opérationnel. C'est la source Z. En effet, il permet l'exploitation tactique des renseignements ennemis interceptés puis décryptés. Le 10 juin 1940, Bertrand évacue le PC Bruno, et son unité est dissoute après l'Armistice. Cependant, les équipes polonaises et espagnoles sont envoyées temporairement en Algérie.
En juillet 1940, les Services Spéciaux français se reconstituent clandestinement en zone libre (sous l'appellation Bureau des Menées Anti-nationales) pour lutter contre les espions de l'envahisseur. Dans ce cadre, Gustave Bertrand reconstitue discrètement son Service d'Interception Radio et de Décryptage à Uzès dans le Gard. Sur des fonds secrets militaires, il achète le château des Fouzes, pour y installer ses équipes espagnole et polonaise. Ce fut le PC Cadix.
À partir du 7 mars 1941, Bertrand, grâce à l'expertise des Polonais, communique directement avec les services secrets britanniques. Cependant, le PC Cadix est détecté et localisé par les voitures radiogoniométriques allemandes qui opèrent librement en zone Sud à partir de septembre 1942 dans le cadre de l'Aktion Donar. Pour soustraire son équipe de décryptage à l'arrestation, Bertrand fait évacuer, quoique assez tardivement en dépit des demandes pressantes des Alliés, l'équipe polonaise d'Uzès pour lui faire gagner les Alpes-Maritimes, où il réussit à la cacher durant plusieurs semaines. Il organise ensuite l'évacuation clandestine de l'équipe polonaise vers l'Espagne. Mais d'après le colonel Paul Paillole, et pour des raisons inconnues, il n'utilise pas les filières d'évacuation spécialisées, et absolument sûres, organisées par les Services Spéciaux clandestins de Vichy. De ce fait, le bilan de cette entreprise d'évacuation est dramatique pour les Polonais. Ainsi, en mars 1943, Gwido Langer, Maksymilian Ciężki, Antoni Palluth, Edward Fokczyński et Kazimierz Gaca sont arrêtés dans les Pyrénées, alors qu'ils tentent de passer en Espagne. Langer et Ciężki sont emprisonnés au camp Frontstalag 122 à Compiègne puis transférés au SS Sonderkommando de Schloss Eisenberg (Schloss Jezeří), satellite du KL Flossenbürg. Palluth, Fokczyński et Gaca sont mis au camp de Sachsenhausen où Palluth et Fokczyński trouvent la mort.
Au début de 1943, Gustave Bertrand prenait le commandement du réseau clandestin de renseignements Kléber. Il est arrêté le 5 janvier 1944 à Paris par l'Abwehr, alors qu'il vient de récupérer un matériel radio mis à sa disposition par Londres. Les Allemands lui proposent de travailler pour eux, en jouant le double jeu radio avec les Britanniques. Bertrand négocie sa remise en liberté pour prix de sa collaboration. Avec sa femme, il retourne à Vichy, en principe afin de pénétrer le MI6 pour le compte de l'ennemi. Ayant prévenu ses camarades, il entre en clandestinité. 
Le 2 juin 1944, Bertrand et son épouse embarquent à bord d'un Lysander pour être évacués en Grande-Bretagne. Il est ensuite incorporé aux Forces Françaises de Grande-Bretagne, puis affecté à l'état-major des Forces Françaises de l'Intérieur du général Koenig. Il regagne la France le 30 septembre 1944, puis entre à la DGER, au Service Documentation Extérieure et de Contre-espionnage. En 1946 il est promu colonel, puis Directeur Général adjoint de cette organisation.
Ayant pris sa retraite en 1950 avec le grade de général de brigade, il est maire de Théoule-sur-Mer de 1953 à 1971.
En 1967, il est nommé grand-officier de la Légion d'honneur. Il est également titulaire du Distinguished Service Order britannique et officier de la Legion of Merit américaine.
En 1973, Plon publie un ouvrage dont il est l'auteur : Enigma ou la plus grande énigme de la guerre 1939-1945. Antérieur d'un an aux révélations de Winterbotham, l'ouvrage traite essentiellement de la coopération franco-polonaise.
Le général Bertrand décède le 23 mai 1976 à l'hôpital militaire de Toulon et est inhumé à Théoule-sur-Mer.
Issu du rang, le général Gustave Bertrand a réalisé une brillante carrière dans le domaine des transmissions. attestée par ses multiples décorations françaises et étrangères, dont la plus haute distinction des Etats-Unis pour les nations amies. Au service de la France pendant les deux conflits mondiaux, il aura été un des artisans pour déchiffrer les codes ennemis, avant de poursuivre son action héroique dans la clandestinité. Parrain de la 83e promotion des EOR de l'EAT de Montargis (1992). Les actes de bravoures de cet officier émérite, perspicace et obstiné, sont immuables et à même d'inspirer et de guider la nouvelle promotion de l'AMSCC d'officiers du domaine de spécialité et officiers rang 2024.

## Publication
- Enigma ou la plus grande énigme de la guerre 1939-1945, Paris, Plon, janvier 1973, 295 p.

## Décorations
- Grand officier de la Légion d'honneur en 1967[6] ; chevalier en 1930, officier en 1945, commandeur en 1949 ;
- Croix de guerre 1914–1918[6] ;
- Croix de guerre 1939–1945[6];
- Médaille de la Résistance française (décret du 6 septembre 1945)[6] ;
- Croix du combattant volontaire 1914–1918 (juillet 1936)[6] ;
- Insigne des blessés militaires (blessure le 6 juin 1915[6]) ;
- Médaille des évadés (décret du 17 septembre 1946)[6] ;
- Médaille commémorative d'Orient[6] ;
- Médaille commémorative des Dardanelles[6] ;
- Officier du Nichan Iftikhar (14 avril 1917)[6] ;
- Ordre du Service distingué (Royaume-Uni) ;
- Officier de la Légion du Mérite (États-Unis)[6] ;
- Ordre de Saint-Stanislas avec glaive et rosette (Russie impériale) (10 mars 1918)[6].